# Jonathan August Weichert
Jonathan August Weichert (* 18. Januar 1788 in Ziegra; † 23. Juli 1844 in Grimma) war ein deutscher Altphilologe und Pädagoge. Weichert war offiziell 20 Jahre lang Rektor der Fürstenschule Grimma (de facto 25 Jahre).

## Leben
Jonathan August war der Sohn des Pfarrers Johann Gottlob Weichert (* 1750 in Dittersbach bei Frankenberg; † 1818 in Burkersdorf). Weichert wurde anfänglich von seinem Vater ausgebildet und besuchte vom 14. September 1801 bis zum 6. September 1806 die Sächsische Landesschule Sankt Afra in Meißen. Am 5. Dezember 1806 immatrikulierte er sich an der Universität Wittenberg, wo er nach dem Wunsch des Vaters ein Studium der theologischen Wissenschaften begann. Hierzu besuchte er die theologischen Vorlesungen von Michael Weber, Karl Ludwig Nitzsch, Johann Friedrich Schleusner, dessen Famulus er später war, Heinrich Gottlieb Tzschirner und Heinrich Leonhard Heubner. Notwendig zum Studium der theologischen Wissenschaften jener Zeit war ein philosophisches Grundgerüst. Hierzu gehörten die Vorlesungen zur Ethik, welche damals Karl Ferdinand Schmid unterrichtete, die Vorlesungen zur Geschichte, welche Johann Matthias Schröck (1733–1808) weitergab, die Vorlesungen zur griechischen Sprache und Literatur, welche von Abraham Gottlieb Raabe geleitet wurden, Vorlesungen zur Logik, welche Johann Christian August Grohmann leitete, und auch Vorlesungen zur Rhetorik, welche von Johann Christian Henrici durchgeführt wurden.
Besonderen Einfluss übte vor allem der damalige Adjunkt der philosophischen Fakultät Christian August Lobeck auf ihn aus, der Weichert zum Studium der klassischen antiken Autoren und deren Literatur animierte. So angeleitet erwarb er sich am 17. Oktober 1808 den akademischen Grad eines Magisters (Doktors) der Philosophie. Motiviert von Lobeck bewarb er sich um eine Konrektorstelle am Wittenberger Gymnasium, welche er am 11. März 1809 erhielt und im selben Jahr am 14. März sich an der Wittenberger Hochschule als „Magister legens“ habilitierte. Als lehrender Magister hatte er sich somit das Recht erworben, Privatvorlesungen zu halten und wurde nach dem Abgang von Lobeck am 29. Dezember 1810 Rektor des Wittenberger Gymnasiums. Weichert hatte sich bemüht, den Bildungsstand der Einrichtung zu heben. Diese Bemühungen wurden allerdings durch die Befreiungskriege verhindert. Da Wittenberg als damals noch sächsische Festungsstadt, Bündnispartner von Napoleon war, wurde die Stadt deshalb von den preußischen Bündnispartnern angegriffen. Darum musste Weichert im November 1813 Wittenberg verlassen, um kurzzeitig in Beucha eine neue Heimat zu finden. Unzufrieden mit den Wittenberger Verhältnissen, bewarb er sich beim Dresdner Konsistorium erneut um eine Stelle.
Diese Bemühungen brachten ihm im April 1814 die Stelle eines Professors der Theologie an der Sankt-Afra-Schule in Meißen ein. Im April 1818 übernahm Weichert die vierte Professur in Meißen und hatte genügend Zeit und Muße für seine schriftstellerischen Arbeiten gefunden. Dies änderte sich am 30. November 1818, als er dem kränkelnden und altersschwachen Rektor des Gymnasiums Sankt Augustin in Grimma Friedrich Wilhelm Sturz als Substitut zugewiesen wurde. Diese Aufgabe übernahm er am 30. April 1819 und entwarf 1820 einen Bildungsplan, der vom alten Prinzip der Formalbildung abwich und zum neuen Prinzip der altklassischen Bildung in der Muttersprache überging. Dieser wurde richtungweisend in der sächsischen Bildungslandschaft. Nach Sturzes Entlassung wurde Weichert am 1. Oktober 1823 Rektor der Einrichtung. Während seiner Amtszeit wurde der Umbau der Lehranstalt in Grimma vollzogen. Als strenger Ausbilder legte er vor allem Wert auf lateinische Literaturgeschichte, förderte den Unterricht der französischen Sprache und setzte durch, dass die Adjunkten der Anstalt als Lehrer derselben wirken konnten. Als einer der ersten sächsischen Lehrer wurde er 1838  Ritter des sächsischen Zivildienstordens und war Mitglied der Lateinischen Gesellschaft in Jena. 1843 wurde Weichert er in den Ruhestand versetzt und verstarb ein Jahr später.
Weichert hatte sich am 15. Mai 1814 in Wittenberg mit Agnes Wunder († 11. Dezember 1847 in Grimma), der Tochter des Wittenberger Archidiakons Karl Friedrich Wunder sowie Schwester des Eduard Wunder, verheiratet. Die Ehe blieb kinderlos.
In der Aula des Gymnasiums St. Augustin in Grimma befindet sich ein historisches Ölgemälde, welches Weichert zeigt.

## Werke (Auswahl)
- De Nonno Panoplitano. Wittenberg 1810
- Epistola critica de C. Valerii Flacci Argonauticis. Leipzig 1812 (Online)
- Patri optimo ac dilectissimo, Johanni Gottlob Weichert, annum aetatis LX die 7. Sept. 1813 auspicanti gratulatur. Wittenberg 1813
- Genethliacon Patri inscripsit. Wittenberg 1813
- Pomponii Malae de Situ Orbis Libri tres Commentario Car. Henr. Tzchuckii breviori in usum Scholar. Instruxit. Leipzig 1816 (Online)
- Val. Flacci Argonauticon lib. VIII. notis crit. Et dissertat. De versibus aliquot P. Virg. Mar. Et Caj. Val. Flacci injurio suspectis adjecit. Meißen 1818
- Homeri Iliados Rhapsodia A sive Liber I. cum excerptis ex Eustathii commentariis et scholiis minoribus nec non victorianis Editio altera et auctior. Meißen 1818
- Commentatio I. De versu Poetarum Epicorum Hypermetro. (Memor. Annivers. – scholae regiae Grimm. Indicit.) Grimma 1819
- Rhapsodia I. sive Liber IX. 1821
- Rhapsodia Λ sive Liber XI. 1821
- Obitum Viri perill ac generos Lud. Ehrenfr. De Rackel – Collegar. Et discipulor. Nomine luget. Grimma 1820
- Ueber das Leben und Gedicht des Apollonios von Rhodos. Meißen 1821 (Online)
- Commentatio de Forbita Timagensis aemulatore ad loc. Horat. I. epist. 19, 15 explic. Grimma 1821
- Illustriss. Ac generos. Viro Hans Aug. Fürcht. De Globig. – gratulatur regia schola Grimmensis. Grimma 1821
- Commentatio de Q. Horatii Flacci Obtrectatoribus. Grimma 1821
- Commentario de turgido Alpino sive de M. Furio Bibaculo, poeta Cremonensi, ad locum Horatii I. Satyr. 10, 36 explicandum Commentatio. Grimma 1822
- Commentatio I. de C. Helvio Cinna Poeta. Grimma 1822
- Commentatio II. De C. Helvio Cinna Poeta. Grimma 1823 (Online)
- Anthologia Graeca sive Collectio Epigrammatum ex Authol. Gr. Palat. Meißen 1823
- Worte der Weihe. Gesprochen bei der Einweihung des neuen Speisesaales in der königlich sächsischen Landesschule Grimma am 11 Aug. 1823. Grimma 1824
- Commentatio de Titio Septimio Poeta. Grimma 1824
- Epistola qvam viro praecellenti Doctissimo clarissimo M. Friderico Gvilelmo Stvrzio Illustris Moldani nuper Rectori et Professori primo Honorificentissimam muneris vacationem et otium et viro amplissimo Doctissimo clarissimo M. Iohanni Ernesto Rvdolpho KaevfferoProfessori sexto Fausta novi muneris auspicia gratulaturus. Grimma 1824 (Online)
- Commentatio I. de Medea oestro percita ad illustrandam imaginem vasculi prope Cannas in Italia reperti. Grimma 1824 (Online)
- Commentatio de C. Licinio Calvo, Oratore et Poeta. Grimma 1825
- Prolusio prima de Q. Horatii Flacci Epistolis. Grimma 1826
- Commetatio I. de Laevio Poeta ejusque carminum reliquiis. Grimma 1826
- Commentatio II de Laevio Poeta ejusque carminum reliquiis. Grimma 1827
- Commentatio de C. Valgio Rufo Poeta. Grimma 1827
- Commentatio De Domitio Marso poeta. Grimma 1828 (Online)
- Encaenia illustris apud Grimam Moldani indicit. Grimma 1828
- De antique Scholarum Provincialium disciplina ejusque salubritate. Oratio in Encaeniis Moldani habita. Grimma 1828
- Commentatio De Hostio poeta, ejusque Carminum Reliquiis. Grimma 1829 (Online)
- Commentatio I. de L. Vario Poeta. Grimma 1829
- Commentatio II. de L. Vario Poeta. Grimma 1830
- Commentatio III. de L. Vario Poeta. Grimma 1830
- Poetarum latinorum Hostii, Laevii, C. Licinii Calvi, C. Helvii Cinnae, C. Valgii Rufi, Domitii Marsi aliorumque vitae et carminum reliquiae. Leipzig 1830 (Online)
- Confessionis Fidei Augustanae Memoriam saecularem indicit. Grimma 1830
- Lectionum Venusinarum Partic. I. Grimma 1832 (Online)
- Commentatio I de Cassio Parmensi Poeta. Grimma 1832, 1834
- Lectionum Venusinarum Partic. II. Grimma 1833
- Commentatio II de Cassio Parmensi Poeta. Grimma 1833, 1834 (Online)
- Über den Religionsunterricht an der Königl. Landesschule in Grimma. Grimma 1834
- De Lucii Varii et Cassii Parmensis vita et carminibus. Grimma 1836 (Online)
- De imperatoris Caesaris Augusti scriptis reliquiis. Grimma 1836
- Lectionum Venusinarum libellus. Grimma 1843
- Imperatoris Caesaris Augusti scriptorum reliquiae. Grimma 1846 (Online)